# О Сон Ок
О Сон Ок (кор. 오성옥?, 吳成玉?, родилась 10 октября 1972 года в Тэджоне) — южнокорейская гандболистка, выступавшая на позиции разыгрывающей. Олимпийская чемпионка (1992), дважды серебряный (1996, 2004) и бронзовый (2008) призёр летних Олимпийских игр; чемпионка мира 1995 года и бронзовый призёр чемпионата мира 2003 года. Одна из наиболее выдающихся гандболисток в истории Республики Корея. Участница пяти Олимпийских игр.

## Игровая карьера

### Клубная
О Сон Ок родилась 10 октября 1972 года в Тэджоне. Гандболом начала заниматься по совету школьного учителя, разглядевшего в ней талант. В возрасте 15 лет стала игроком команды средней школы для девочек Тонпан, которая была тогда единственным крупным гандбольным центром страны и где формировался костяк звёздной южнокорейской сборной 1990-х годов. Позже поступила в Национальный спортивный университет в Сеуле, за команду которого выступала в дальнейшем. Тренером университетской команды был Хен Кюн Чон, тренировавший и национальную сборную Республики Корея. В 1995—1999 играла за клуб «Чон Кун Дан», в 1999—2006 годах — за японский клуб «Хиросима Мейпл Редс». На переход О Сон Ок в японскую команду повлияла игравшая там Лим О Кен, которая одновременно была менеджером команды.
В 2006 году О Сон Ок перешла в австрийский клуб «Хипо Нидеростеррайх», параллельно желая освоить европейский стиль игры, где в тренировочном процессе использовались другие методы, отличные от корейских методов, и где акцент делался на командную игру, а не на индивидуальные качества игрока. С командой она выиграла четыре чемпионата Австрии и четыре Кубка Австрии с 2007 по 2010 годы. В 2008 году дошла до финала Лиги чемпионов ЕГФ, но уступила звенигородской «Звезде» в двухматчевом финале. По итогам сезона 2007/2008 удостоилась приза лучшей гандболистке Австрии.
В сезоне 2009/2010 она стала играющим тренером клуба, летом 2010 года вернулась в Южную Корею. В 2010—2011 годах играла снова за «Хиросима Мейпл Редс», исполняя обязанности играющего тренера, прежде чем окончательно завершила игровую карьеру. За все годы своих выступлений О Сон Ок не получила ни одной серьёзной травмы.

### В сборной
Вызов в сборную О Сон Ок получила ещё в школьном возрасте, спустя считанные месяцы после победы корейской сборной на домашней олимпиаде в Сеуле. За сборную Республики Корея она дебютировала 31 января 1989 года в матче против Австрии в Вене. В том же году стала чемпионкой Азии, выиграв чемпионат в Пекине.
В 1990 году, ещё до достижения 18-летия, О Сон Ок завоевала золотые медали Азиатских игр в Пекине (кореянки выиграли все пять матчей). В том же году через два месяца сыграла с командой на домашнем чемпионате мира, заняв со сборной только 11-е место. В 1991 году выиграла снова с командой чемпионат Азии в Хиросиме, несмотря на юный возраст, и квалифицировалась на Олимпийские игры в Барселоне. Через год она в возрасте 19 лет завоевала титул олимпийской чемпионки: средний возраст корейской сборной, которой руководил Хен Кюн Чон, составлял всего 20 лет 8 месяцев. При небольшом росте (средний рост чуть более 170 см) кореянки благодаря скорости и проворности успешно обыгрывали своих противников.
На групповом этапе кореянки заняли 1-е место, обыграв Норвегию с разницей в 11 мячей, сыграв вничью с Австрией и победив Испанию. В полуфинале ими была обыграна Германия, а в финале они победили Норвегию 28:21: уступая в середине первого тайма 5:7, ко второму тайму они лидировали 22:12. О Сон Ок, играя в треугольнике обороны вместе с Лим О Кен и Хон Чон Хо, организовала 13 голевых атак на ворота Норвегии и отдала девять голевых передач. Взаимозаменяемость игроков обороны в финале не позволила норвежкам перехватить инициативу. Важную роль сыграли именно действия О Сон Ок, которая постоянно меняла ритм игры и сбивала с толку норвежек. Тем не менее, в символическую сборную на позицию разыгрывающей попала не она, а Лим О Кен.
В 1993 году кореянки, несмотря на олимпийский успех, заняли только 11-е место на чемпионате мира в Норвегии. Однако через два года Республика Корея выиграла чемпионат мира в Австрии и Венгрии, обыграв по ходу турнира сборные команды России, Германии (дважды), Дании и Венгрии (финал). О Сон Ок называла победы на Олимпиаде в Барселоне и на чемпионате мира в Австрии и Венгрии одними из лучших воспоминаний в игровой карьере, отмечая большую роль тренера сборной Хена Кюн Чона в этой победе. Таким образом, сборная Республики Корея стала первой сборной не из Европы, выигравшей чемпионат мира, хотя в связи с невысокой популярностью игрового вида спорта в самой Корее этот успех не освещался очень сильно на родине. В том же 1993 году О Сон Ок снова выиграла чемпионат Азии, а в 1994 году выиграла во второй раз Азиатские игры.
На Олимпиаде в Атланте 1996 года кореянки были фаворитами турнира, обыграв на групповом этапе сборные Германии, Анголы и Норвегии с суммарным счётом 83:60. Однако в канун плей-офф мать О Сон Ок связалась с тренером сборной и сообщила, что скончался отец гандболистки. Она попросила не сообщать об этом в течение турнира, чтобы не сделать хуже дочери: тренер сдержал слово. В полуфинале кореянки обыграли Венгрию с разницей в 14 мячей, а в финале встретились с Данией, которой руководил Ульрик Вильбек. Ведя по ходу матча, кореянки в концовке второго тайма упустили лидерство и даже перестали забрасывать в быстрых отрывах. При счёте 29:29 за шесть секунд до конца основного времени и при численном перевесе датчане заработали пенальти усилиями Ани Андерсен, однако она не переиграла голкипера О Ен Ран. Игра перешла в дополнительное время: в первом 5-минутном овертайме счёт был 2:2, во втором датчанки выиграли 6:3 и завоевали золото Олимпиады. После финала сообщение о смерти отца стало таким потрясением для О Сон Ок, что она решила уйти из гандбола на какое-то время ради семьи.
В 2000 году О Сон Ок, восстановив игровые навыки в японском клубе, отправилась на свою третью Олимпиаду в Сиднее, где играло 10 команд. Кореянки вышли с первого места, обыграв с разницей в 7 и более мячей команды Франции, Румынии и Венгрии. В четвертьфинале они обыграли Бразилию с разницей в 11 мячей, но проиграли датчанкам в полуфинале, а в матче за 3-е место уступили Норвегии под руководством Марит Брейвик. Утешением стало включение О Сон Ок в символическую сборную Олимпиады как лучшей разыгрывающей.
В 2003 году команда Южной Кореи выиграла бронзовые медали чемпионата мира в Хорватии: О Сон Ок завоевала вторую награду чемпионатов мира. На Олимпиаду в Афинах команду повёз Лим Ен Чхоль: кореянки дошли до финала против Дании, в котором за пять минут до конца второго тайма уступали три мяча, но сравняли счёт 25:25. После двух овертаймов счёт был 34:34, а О Сон Ок забила всего один мяч за игру. В серии пенальти кореянки проиграли 2:4, снова уступив датчанкам. О Сон Ок при этом с 39 голевыми передачами стала лучшим ассистентом турнира. По мотивам этих событий и биографии О Сон Окв Корее был снят фильм «Великий момент», вышедший в 2008 году в канун Пекинской Олимпиады.
В 2008 году О Сон Ок приехала на свою пятую Олимпиаду в Пекине: в команде были несколько ветеранов, которые выступали ещё в 1990-е годы и помогли команде пройти в полуфинал. В полуфинале кореянки проиграли Норвегии, но в матче за 3-е место победили Венгрию. В самой концовке, когда исход матча был решён, тренер Лим Ен Чхоль выпустил О Сон Ок и ещё группу ветеранов на площадку, тем самым ознаменовав их прощание со сборной и завершение игровой карьеры. О Сон Ок завоевала бронзовую медаль и завершила игровую карьеру в сборной. Помимо этого, она вошла в символическую сборную турнира. О Сон Ок стала рекордсменкой Южной Кореи по числу участий в Олимпийских играх (пять раз).
В её активе итого оказались четыре олимпийские медали — столько же у вратаря сборных СССР, Объединённой команды и России Андрея Лаврова. Считается, что за сборную Кореи О Сон Ок сыграла более 300 матчей разного уровня (в том числе 260 официальных встреч).

## Стиль игры
О Сон Ок, игравшая на позиции разыгрывающей (в обороне), должна была не позволять высокорослым соперницам получать мяч в атаке и приближаться к воротам. Кореянки предпочитали активный прессинг, встречая противников не на 6-метровой лини, а на 10-метровой линии: ловкость позволяла им совершать перехваты и уходить в контратаки. В матчах Олимпиады в Барселоне О Сон Ок часто совершала красивые броски с переводом. Как правило, она предпочитала делать пас за спину и затем прорываться к 6-метровой зоне с ложным показом и разворотом на 360 градусов. Она тонко чувствовала мяч и направляла его в любую открытую точку ворот.
Компенсировать нехватку техники и опыта удавалось объёмом тренировок, которые проводил профессор Хен Кюн Чон, тренер команды Национального спортивного университета и национальной сборной Республики Корея. По словам О Сон Ок, ей и многим другим приходилось заниматься приседанием с 20-килограммовым мешком с песком, выполнять становую тягу штанги массой 120 кг и завершать все силовые тренировки пробежкой в игровом зале. Даже падение не являлось причиной для остановки пробежки. Тем не менее, по мнению О Сон Ок, в тех условиях это была единственная возможность команде поднять уровень своей подготовки, чтобы выдерживать высокий темп игры на протяжении 60 минут.

## Тренерская карьера
В течение двух лет О Сон Ок работала играющим тренером «Хипо», выиграв с ним два чемпионата и два кубка страны. В 2010 году она перебралась в «Хиросиму Мейпл Редс», где провела один сезон в качестве играющего тренера, а после завершения игровой карьеры стала формально тренером команды. В 2016 году она вернулась домой, возглавив юниорскую женскую сборную, с которой дважды взяла бронзовые медали чемпионатов мира среди девушек до 18 лет. Она ставила своей целью развитие южнокорейского гандбола и помощь молодым игрокам, которые должны составить в будущем костяк национальной сборной. В 2021—2022 годах тренировала клуб «Шугар Глайдерс».
Тренерскую работу она оценивает как возможность делиться опытом с молодыми игроками, испытывать новые методики, прививать тактические азы и выстраивать тренировочный процесс. По её словам, перегрузка организма упражнениями вредит и более полезным является упор на развитие индивидуальных навыков игрока.

## Достижения

### Клубные
- Чемпионка Австрии (4 раза): 2007, 2008, 2009, 2010
- Обладательница Кубка Австрии (4 раза): 2007, 2008, 2009, 2010
- Чемпионка Японии (6 раз)
- Чемпионка Республики Корея (4 раза)
- Финалистка Лиги чемпионов ЕГФ: 2007/2008[фр.]

### В сборной
Летние Олимпийские игры
- Чемпионка: 1992
- Серебряный призёр: 1996, 2004
- Бронзовый призёр: 2008
- 4-е место: 2000

Чемпионаты мира
- Чемпионка: 1995
- Бронзовый призёр: 2003

Чемпионаты Азии
- Чемпионка: 1989, 1991, 1993

Летние Азиатские игры
- Чемпионка: 1990, 1994

### Личные
- Член символической сборной летних Олимпийских игр: 2000, 2008 (как разыгрывающая)

## Личная жизнь
Владеет корейским, японским, английским и немецким языками. В 1997 году родила сына. С её слов, переезд в Японию и Австрию был обусловлен именно желанием показать сыну мир.